# Christoph Janker
Christoph Janker (* 14. Februar 1985 in Cham) ist ein ehemaliger deutscher Fußballspieler. Er ist ab dem 1. Februar 2020 im Nachwuchsbereich des FC Augsburg angestellt.

## Laufbahn
Christoph Janker hatte in der Jugend bei der DJK Vilzing und dem ASV Cham gespielt, ehe er in die Jugendabteilung des TSV 1860 München wechselte. Dort spielte er hauptsächlich in der Regionalligamannschaft. Am 31. Spieltag der Spielzeit 2005/06 debütierte er beim 2:0-Heimsieg gegen den Karlsruher SC in der Zweiten Bundesliga. In den letzten drei Saisonspielen kam er auch zum Einsatz. Kurz nach Beginn der folgenden Spielzeit wechselte er in die Regionalliga Süd zur TSG 1899 Hoffenheim, mit der der Defensivspieler 2007 in die 2. Bundesliga und 2008 direkt in die 1. Bundesliga aufstieg.
Am 7. Februar 2009 erschienen Janker und sein Mannschaftskollege Andreas Ibertsberger nach einem Spiel bei Borussia Mönchengladbach zehn Minuten zu spät zu einer Dopingkontrolle, da sie zunächst an einer Mannschaftssitzung teilgenommen hatten. Laut Medienberichten drohte den beiden Fußballspielern deshalb eine jahrelange Sperre. Das Verfahren gegen die Spieler wurde jedoch schließlich eingestellt, da „kein klassisches Dopingvergehen“ vorliege, sondern „es sich um einen fahrlässig begangenen Verstoß gegen die Anti-Doping-Richtlinien des DFB“ handele, wie der DFB-Sportgerichtsvorsitzende Hans E. Lorenz diese Entscheidung begründete. Die TSG 1899 Hoffenheim wurde zu einer Geldstrafe von 75.000 Euro und der Physiotherapeut zu 2500 Euro Geldstrafe verurteilt.
Zur Saison 2009/10 wechselte Janker zu Hertha BSC. Am 30. Januar 2015 ging er zum FC Augsburg und erhielt zunächst einen Vertrag bis zum 30. Juni 2016. Am 19. Spieltag beim Spiel gegen Borussia Dortmund (1:0) gab er sein Debüt, wurde allerdings aufgrund einer Notbremse des Platzes verwiesen. Im Januar 2017 verlängerte er seinen Vertrag bis zum 30. Juni 2018. Nach einer weiteren Verlängerung lief sein Vertrag zum Saisonende 2018/2019 aus.

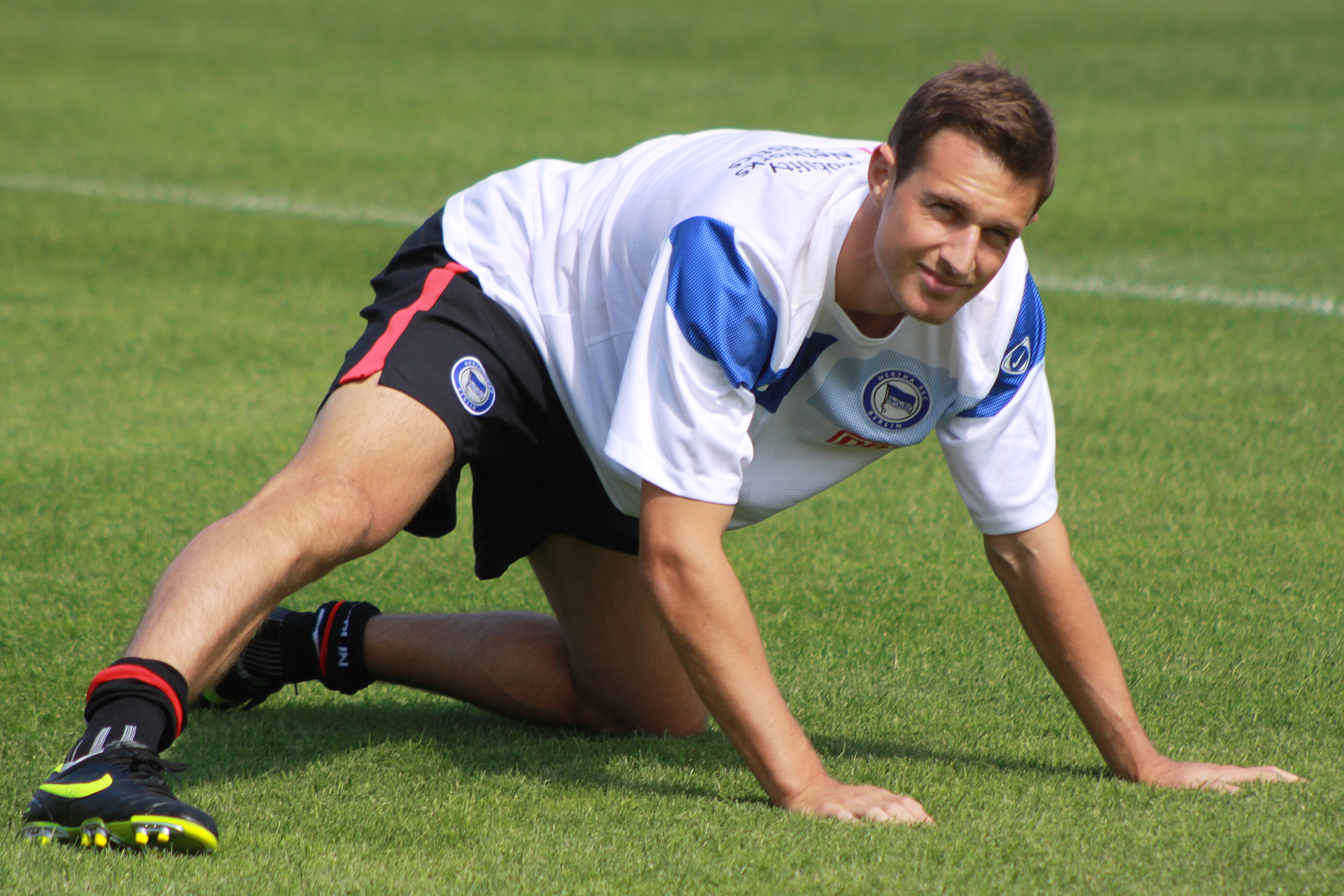
Christoph Janker …
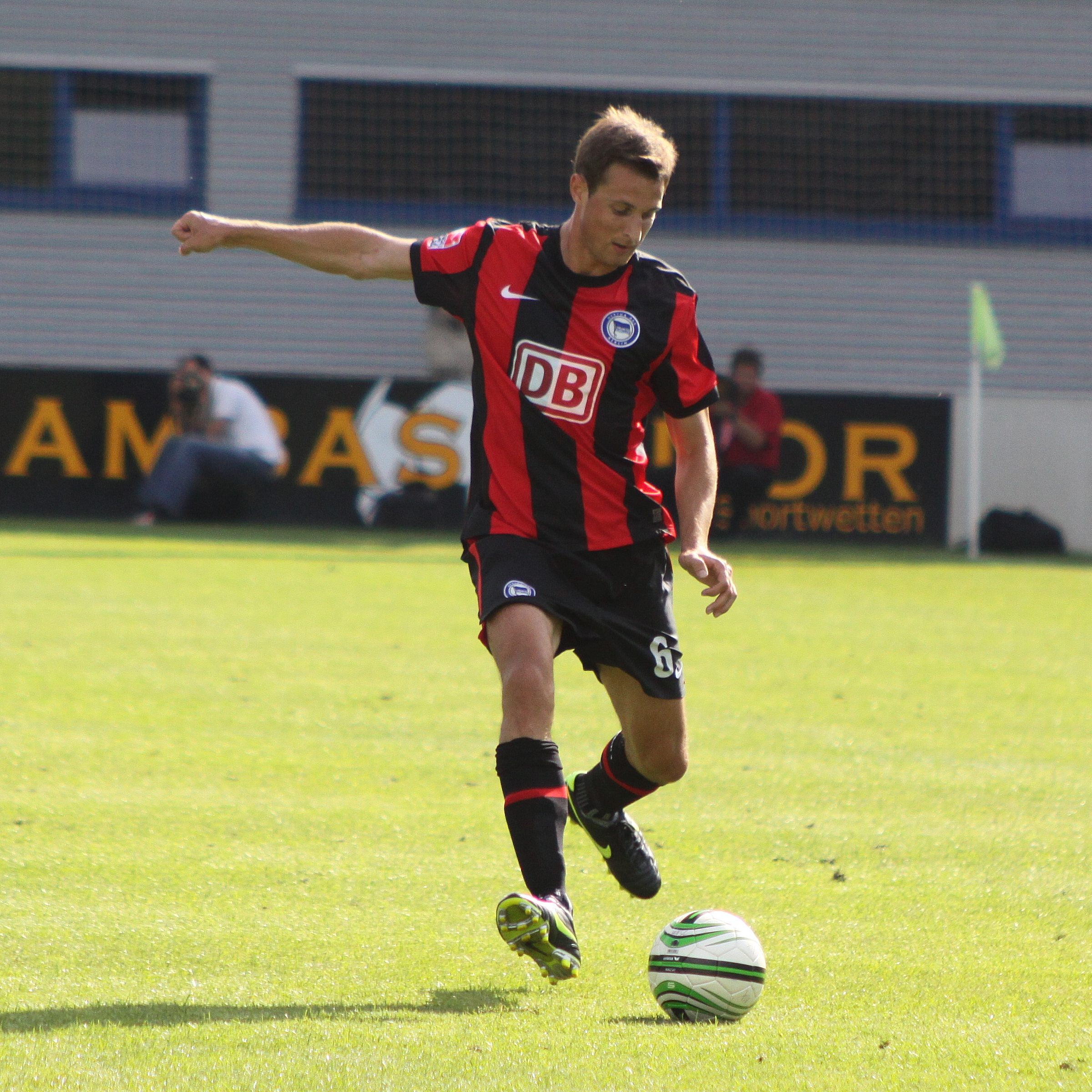
… für Hertha BSC …
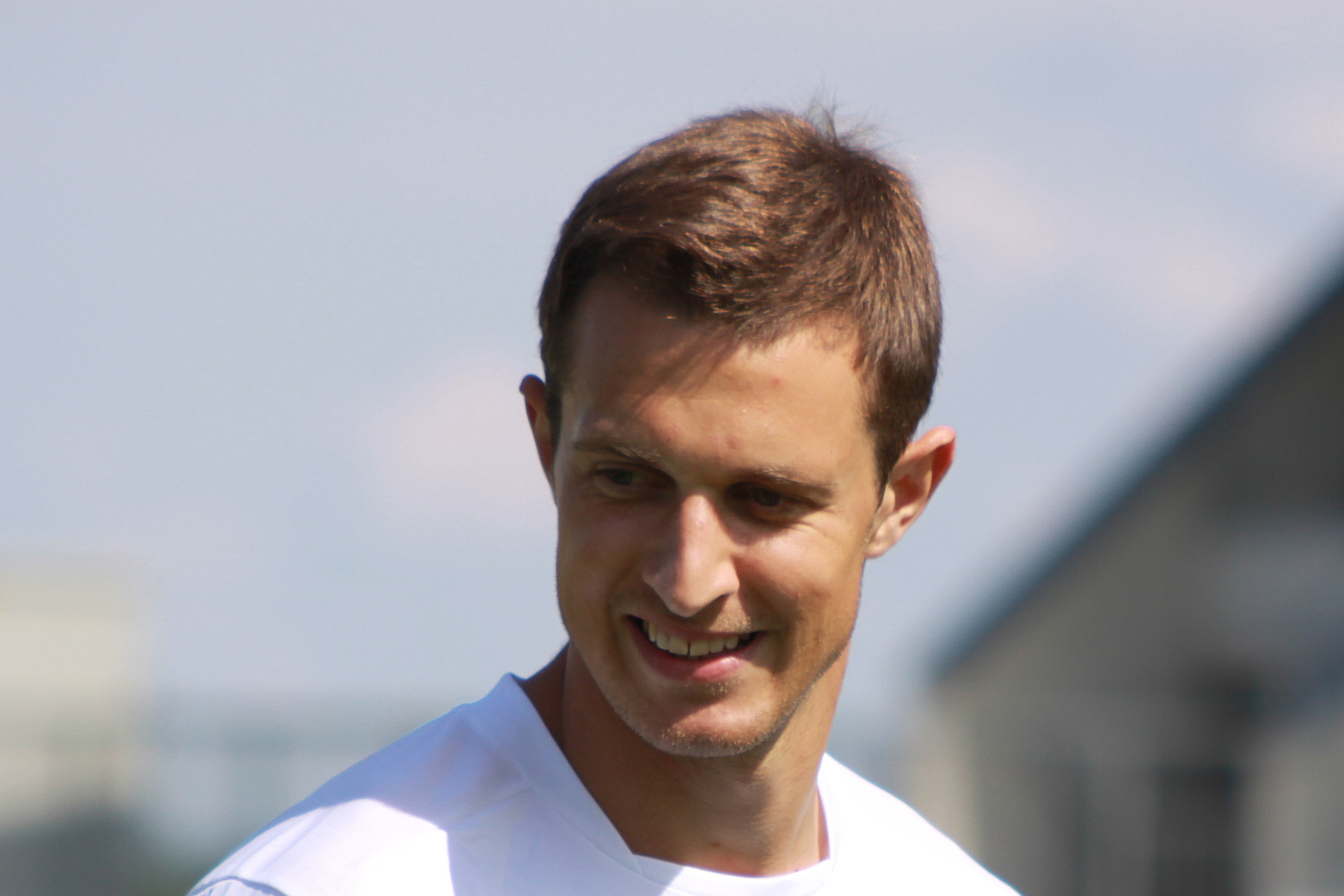
… am 11. Juli 2009

## Nach der aktiven Karriere
Ab dem 1. Februar 2020 ist Janker im Nachwuchsbereich des FC Augsburg angestellt. Er wird sich dort als „Talentemanager“ um den Übergang zwischen Nachwuchs- und Lizenzspielerbereich kümmern.